# Monumento funebre di Guido Tarlati
Il monumento funebre di Guido Tarlati è un complesso scultoreo nel duomo di Arezzo. L'opera è firmata e datata 1330 da Agostino di Giovanni e Agnolo di Ventura.

## Storia
L'opera fu commissionata da Delfo e Pier Saccone Tarlati, fratelli del vescovo e signore di Arezzo Guido Tarlati, dopo la morte di quest'ultimo, avvenuta nel 1327. Furono chiamati ad Arezzo i due più importanti scultori senesi del periodo, Agostino di Giovanni e Agnolo di Ventura, e nel 1330 il cenotafio fu completato.
L'opera aveva un chiaro intento celebrativo e propagandistico del potere Tarlati in Arezzo, e di conseguenza della fazione ghibellina. Oltre alle vittorie militari, assume un'importanza capitale l'allegoria del Comune pelato, scolpita sul modello dell'affresco di Giotto nel palazzo della Signoria a Firenze. Una persona anziana e barbuta, rappresentante il comune, è seduta malinconicamente su un trono e viene rasata e derisa da varie figure, rappresentanti le diverse fazioni politiche cittadine. Il significato è nella necessità per il comune di Arezzo di lasciarsi governare da un Signore onde evitare le dilanianti battaglie della politica interna. Da notare il significato completamente opposto rispetto all'allegoria fiorentina.
Con la cessione di Arezzo a Firenze nel 1337 e la conseguente rivolta anti-tarlatesca delle forze guelfe del 1341, l'opera fu soggetta della rabbia popolare, in una sorta di damnatio memoriae della famiglia Tarlati e della loro politica. L'attuale rifacimento in stucco è dovuto ad un intervento di Angiolo Bini nel 1783.

## Descrizione
Il monumentale cenotafio è una delle più grandi opere funerarie del gotico italiano, insieme al sepolcro di Roberto il saggio nella basilica di Santa Chiara e al mausoleo di Ladislao d’Angiò nella chiesa di San Giovanni a Carbonara, entrambe nel centro storico di Napoli. 
Nel 1788 fu traslato dall'originaria collocazione, nella cappella del sacramento, alla parete della navata sinistra, vicino alla sagrestia. L'opera è sormontata da un timpano decorato con gattoni rampanti, al cui centro è scolpita l'aquila imperiale; esso si conclude con un arco a tutto sesto sulla cassa funeraria, molto sporgente. Sulla cassa vi è scolpito al centro il gisant del vescovo, scoperto da due angeli reggicortina, e completato in entrambi i lati da alcune figure di uomini, per un totale di quindici, ripresi nell'atto di omaggiare il defunto. Nella fascia inferiore, si trovano sedici bassorilievi divisi su quattro fasce e separati da una scultura di raccordo. Le scene rappresentano la vita, i successi militari e il buon governo del vescovo e signore d'Arezzo. Nello spazio vuoto tra il pavimento e i bassorilievi, probabilmente in origine era collocato un altare, per officiare messe private in onore del defunto. La struttura è sostenuta da quattro pilastrini ottagonali, terminanti oltre il timpano.
Una menzione dell'aretino Giorgio Vasari ha fatto ventilare l'ipotesi di attribuzione del disegno del monumento a Giotto, ripresa da alcuni storici dell'arte in base al pittoricismo dei rilievi, alla presenza di caratteri classici e agli elementi portanti appaiono esili, una caratteristica che è stata messa in relazione con il Campanile di Giotto. Tuttavia, la critica più recente scarta decisamente tale ipotesi.

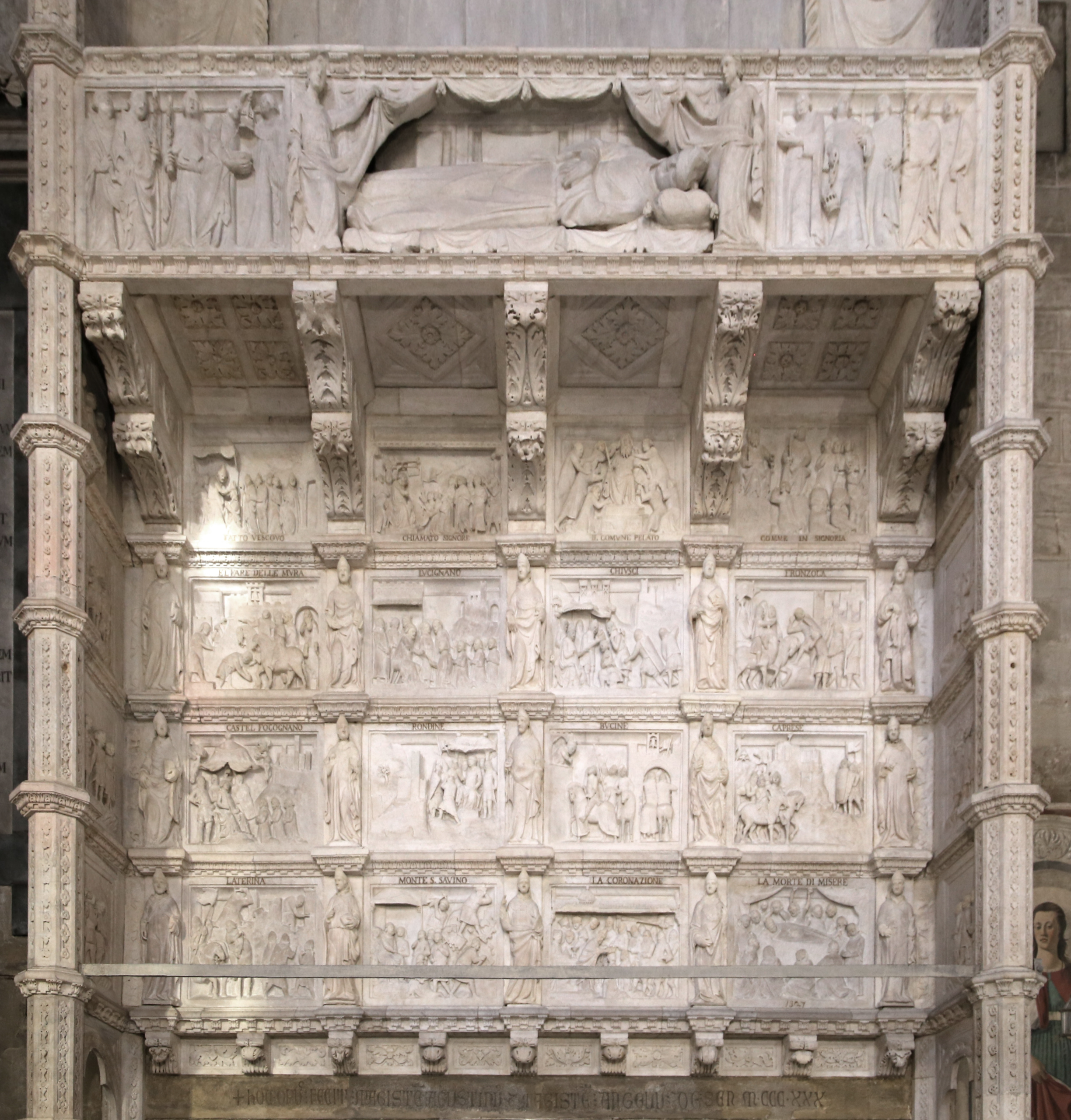
Le scene figurate
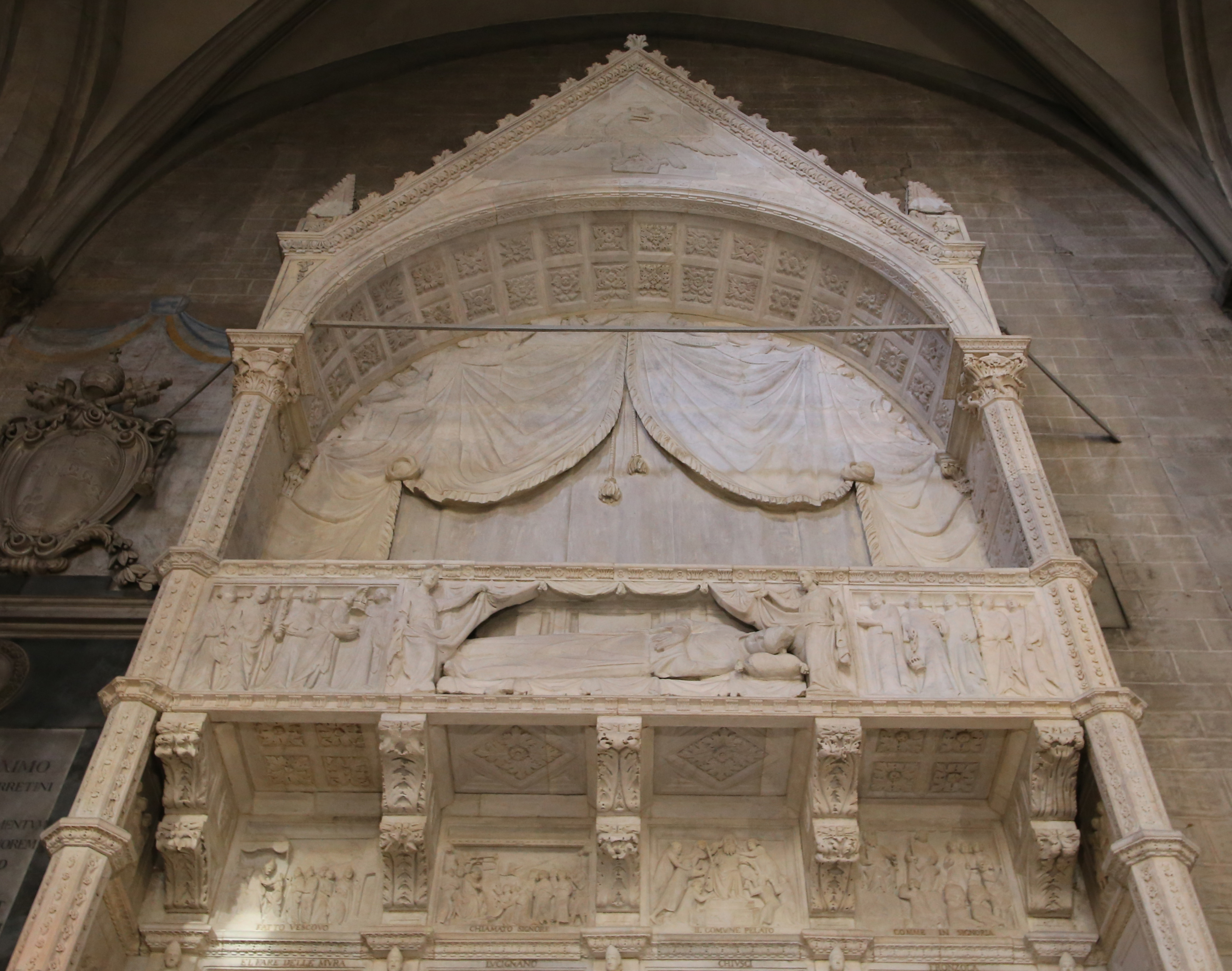
La cuspide
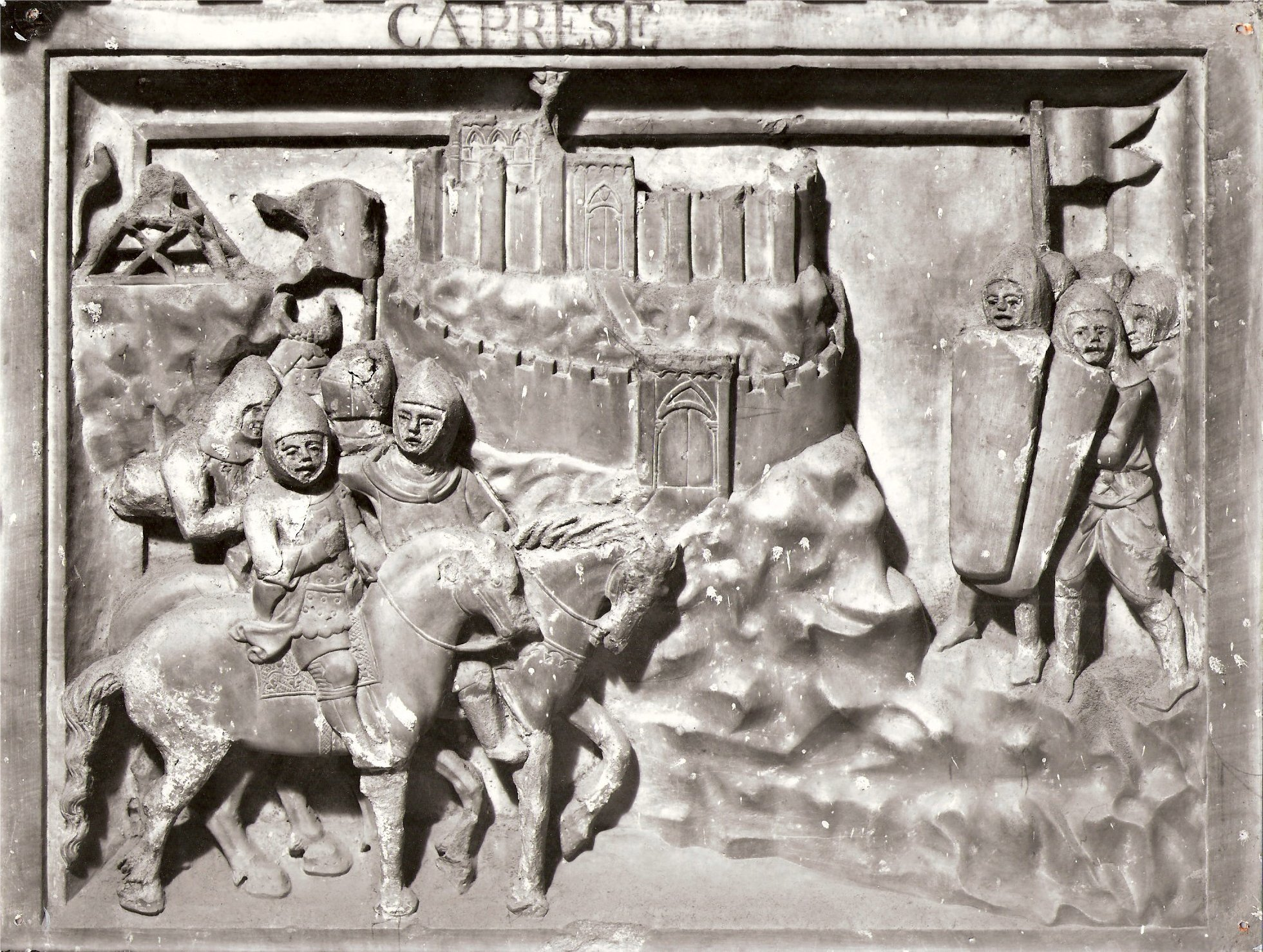
La Presa di Caprese Michelangelo